# Club Económico de Nueva York
El Club Económico de Nueva York es una organización sin ánimo de lucro estadounidense, de membresía privada, no partidaria y dedicada a la promoción del estudio de cuestiones económicas, políticas y sociales.

## Historia
Fundado en 1907, el Club Económico de Nueva York es el principal foro de discusión de los Estados Unidos y del mundo, en el cual se tratan una amplia gama de temas del ámbito económico, político y social. A lo largo de su historia, el Club ha dado la bienvenida a destacados líderes de opinión de los sectores público y privado provenientes de todo el mundo para que hablen sobre temas complejos que van desde las políticas públicas y la regulación económica hasta la disrupción tecnológica. Apolítico, no partidista y sin fines de lucro, el Club no promueve agenda ni toma partido en los temas, alentando a los oradores y miembros a participar abiertamente en debates reflexivos.
El Club se compone de membresías individuales, provenientes de la alta dirección de muchas organizaciones corporativas y financieras con sede en el área metropolitana de Nueva York. El CLub ha tenido el honor de recibir a oradores expertos en sus respectivos campos y que impulsan conversaciones que dan forma al mundo futuro. Los oradores incluyen a líderes de compañías del Fortune Global 500, varios presidentes de EE. UU. y muchos otros innovadores, luminarias y estadistas del mundo.
Durante la década de 1910, el club recibió oradores sobre el muy debatido tema del establecimiento de un impuesto sobre la renta en EE. UU. y el movimiento por el sufragio femenino. La década de 1920 fue una época de debate sobre la Europa posterior a la Primera Guerra Mundial, la libertad de expresión y el papel de las empresas como fuente de bien en la comunidad. Durante la década de 1930, nuestros oradores dieron voz a los acontecimientos en Europa y el papel de Estados Unidos en lo que se convertiría en la Segunda Guerra Mundial. En la década de 1940, se debatió el futuro de la economía de Europa y la continuación de la prosperidad de Estados Unidos. El impacto económico de la Era Atómica de la década de 1950, los cambios sociales y la carrera espacial de la década de 1960, así como la crisis energética de la década de 1970.
El Club también ha tenido el honor de recibir a presidentes de los Estados Unidos, entre ellos: Woodrow Wilson, William H. Taft, Herbert Hoover, Dwight D. Eisenhower, John F. Kennedy, Richard Nixon, Ronald Reagan y George H. W. Bush, así como jefes de Estado internacionales como Winston Churchill, Mijaíl Gorbachov, Indira Gandhi, Margaret Thatcher, Yitzak Rabin, Corizon Aquino y Zhu Rongji.

## Actividad
El Club Económico de Nueva York tiene por actividad principal el recibir regularmente a prestigiosos oradores del ámbito internacional para tratar temas de relevancia económica, política y social, que resulten de gran importancia para el público, las empresas y los dirigentes políticos, tanto a nivel nacional como internacional. Para llevar a cabo las presentaciones, el Club organiza periódicamente cenas y almuerzos dirigidos en exclusiva a sus miembros y a los invitados de éstos, eventos a los cuales son invitados los oradores en calidad de Invitados de Honor, así como los medios de comunicación para ayudar a fomentar la discusión pública de los temas tratados. Estos eventos se suelen realizar en el salón de baile de un hotel importante en Manhattan y durante los mismos no se realizan actividades de entretenimiento ni se llevan a cabo negocios; el enfoque de los eventos está en el Invitado de Honor y el programa de oratoria. Tal como lo definieron los fundadores del Club, los temas de discusión eran de "interés vivo y práctico" y los oradores debían ostentar reputación nacional.
El Club Económico de Nueva York mantiene asociaciones con otras destacadas organizaciones económicas como lo son el Club Económico de Chicago, el Club Económico de Washington D. C., el Club Económico de Pittsburgh y el Club Económico de Canadá.